# 提比略桥
提比略桥（義大利語：Ponte di Tiberio）又名奥古斯都桥（拉丁語：Pons Augustus），是意大利里米尼的一个古罗马桥梁。这座桥有5个半圆形桥拱，平均跨距为8米。
工程开始于奥古斯都统治时期，完成于公元20年（其继位者提比略在位期间）。
在里米尼之战（1944）期间，这座桥是唯一未被撤退的德国军队摧毁的马雷基亚河上的桥梁。
这座桥仍然对行人和车辆开放，重型货车除外。 